# Мануель Мендівіль
Мануель Мендівіль (ісп. Manuel Mendívil, 24 квітня 1935 — 15 серпня 2015) — мексиканський вершник.
Бронзовий призер Олімпійських Ігор 1980 року в командному триборстві, учасник 1964, 1972 років.
Переможець Панамериканських ігор 1971 року в індивідуальному триборстві, бронзовий призер 1967 (командний конкур), 1975 (командне триборство) років.